# توردهو
توردهو یک منطقهٔ مسکونی در سومالی است که در Lower Juba واقع شده‌است.